# Наум, Джеллу
Джеллу Наум (рум. Gellu Naum; 1 августа 1915, Бухарест, Королевство Румыния — 29 сентября 2001, Бухарест, Румыния) — румынский поэт, драматург, прозаик и переводчик. Доктор философии.

## Биография
Сын поэта Андрея Наума, погибшего в годы Первой мировой войны. С 1933 года изучал философию в Бухарестском университете. В 1938 году отправился во Францию, где продолжил обучение в Парижском университете. Защитил докторскую диссертацию на тему о схоластическом философе Пьере Абеляре.
В 1936 году опубликовал первый сборник стихов, тогда же познакомился с Виктором Браунером, который свёл его с Андре Бретоном и участниками группы сюрреалистов.
В 1941 году был одним из основателей бухарестской группы сюрреалистов, в которую входил и Люка Герасим.
Участник Второй мировой войны, в составе румынской армии воевал на Восточном фронте. В 1944 году после болезни был демобилизован.
В начале 1948 года группа сюрреалистов была запрещена в Румынии и распущена. Между 1950 и 1953 годами Наум преподавал философию в Агрономическом институте Бухареста, позже зарабатывал на жизнь переводами в основном французской литературы, в том числе Дени Дидро, Стендаля, Виктора Гюго, Жюля Верна, Дюма, Жюльена Грака, Рене Шара, а также с немецкого (Франц Кафка) и английского (Самуэль Беккет). Его собственные произведения, в эпоху соцреализма, за исключением некоторых детских книг, не допускались к публикации в течение почти двадцати лет.
Возобновил свою литературную деятельность в 1968 году в результате относительной либерализации культуры режима Николае Чаушеску. После румынской революции 1989 года путешествовал, читал публичные лекции во Франции, Германии, Швейцарии и Нидерландах. В 1995 году Германская служба академических обменов предложила ему работу в Университете Гумбольдта в Берлине. Провёл последние годы своей жизни на пенсии.

## Награды
- Большой крест ордена «За верную службу»
- Орден Звезды Румынии (СРР) 3 степени (1971)
- 1958 — Премия Союза писателей детской литературы, Бухарест.
- 1968 — Премия Союза писателей за переводы, Бухарест
- 1975 — Премия Союза писателей за поэзии, Бухарест.
- 1986 — Специальный приз Союза писателей за всю литературную деятельность, Бухарест.
- 1992 — Национальная поэтическая премия им. Михая Эминеску.
- 1992 — Заирская премия за иностранную поэзию, Киншаса
- 1995 — Премия Румынского культурного фонда за художественные достижения, Бухарест
- 1997 — Премия «Волшебник слова» журнала Flacăra , Бухарест.
- 1999 — Европейская поэтическая премия, Мюнстер
- 2002 — Звание «Рыцарь литературы», присвоенное Академией наук, литературы и искусств Орадя (ASLA).
- 2002 — Премия Американско-румынской академии искусств

## Избранные произведения
Поэзия
- Libertatea de a dormi pe o frunte, Tipografia Steaua Artei, București, 1937
- Vasco de Gama, București, 1940
- Culoarul somnului, București, 1944
- Poem despre tinerețea noastră, București, 1960
- Soarele calm, București, 1961
- Athanor, București, 1968
- Poeme alese, București, 1970
- Copacul-animal, București, 1971
- Tatăl meu obosit, București, 1972
- Poeme alese, București, 1974
- Descrierea turnului, București, 1975
- Partea cealaltă, București, 1980
- Malul albastru, București, 1990
- Fața și suprafața urmat de Malul albastru, București, 1994
- Focul negru, București, 1995
- Sora fântână, București, 1995
- Copacul-animal urmat de Avantajul vertebrelor, Cluj-Napoca, 2000
- Ascet la baraca de tir, București, 2000

Проза и эссе
- L’image présente à l’esprit, Paris, 1939
- Medium, București, 1945
- Critica mizeriei, București, 1945
- Teribilul interzis, București, 1945
- Spectrul longevității, 1946
- Castelul orbilor, București, 1946
- L’Infra-Noir (Infranegrul), București, 1947
- Éloge de Malombre, 1947
- Filonul, București, 1952
- Tabăra din munți, București, 1953
- Poetizați, poetizați…, București, 1970
- Zenobia, București, 1985, 1991, 2003
- Întrebătorul, București, 1996, 1999

Книги для детей
- Așa-i Sanda, București, 1956
- Kicsi Sari, București, 1956
- Cel mai mare Gulliver, București, 1958
- Cartea cu Apolodor, București, 1959
- Das Buch von Apolodor (Cartea lui Apolodor), București, 1963
- A doua carte cu Apolodor, București, 1964
- Cartea cu Apolodor, București, 1975
- Cărțile cu Apolodor, București, 1979
- Amedeu, cel mai cumsecade leu, București, 1988

Пьесы
- Insula. București, 1979
- Exact în același timp. București, 2003